# Даценко Леонід Іванович
Даценко Леонід Іванович (29. 01. 1933, с. Петрівці, нині смт Черкаської обл. — 18. 01. 2004, Київ) — радянський, український вчений-фізик у галузі фізики напівпровідників. Доктор фізико-математичних наук (1978), професор (1984). Двічі Лауреат Державної премії УРСР (1983) та України (1994) у галузі науки та техніки. Заслужений діяч науки та техніки України (2000).

## Біографія
Народився у сім'ї відомого хірурга Черкащини Івана Даценка та викладачки школи Даценко А. М. Успішно закінчив фізичний факультет Київського державного університету імені Т. Г. Шевченка (1957). Аспірантуру у Ленінградському фізико-технічному інституті проходив під керівництвом академіка Єлістратова (1957—1960). Працював в Інституті фізики АН УРСР з 1960 по 1961 рік. З 1961 року до 2004 року в Інституті фізики напівпровідників Національної академії наук України, де пройшов шлях від інженера до головного наукового співробітника. Старший науковий співробітник із 1969 року. Вчений секретар Інституту з 1970 року, завідувач відділу дифракції досліджень структури напівпровідників (1975—1996 рр.), з 1996 року — головний науковий співробітник цього відділу (1996—2004). Довгий час працював у Державному Комітеті з Державних премій України.

## Наукові досягнення
Професор Даценко Леонід Іванович є фундатором української наукової школи з досліджень динамічного розсіювання рентгенівських променів реальними кристалами в галузі аномальної дисперсії. Основні роботи присвячені вивченню процесів розсіювання рентгенівських променів реальними кристалами та дослідженням дефектної структури. Досліджував дефекти кристалічного середовища, фізику розсіювання рентгенівських променів реальними кристалами з комбінованими ушкодженнями структури, рентгеноакустичні взаємодії у реальних кристалах.
Під його керівництвом були отримані фундаментальні результати в дослідженні структури напівпровідників, розсіяння рентгенівських променів реальними кристалами. Перші приклади топограм кристалів Ge, SiC з дислокаціями, тонкоплівкових гетероепітаксійних систем з так званою фрагментарною структурою, були одержані в започаткованій ним лабораторії М. Я. Скороходом. Найцікавіші топографічні дані по дефектних структурах, що виникають в процесі росту кристалів, а також при пластичній їх деформації узагальнені дисертаційних роботах співробітників відділу. Для опису ж дифракційних явищ в так званих «майже довершених» кристалах, що містять деяку кількість структурних дефектів, використовується динамічна теорія розсіяння. Найбільш зручний для порівняння з експериментом варіант такої теорії для випадку, однорідно розподілених дефектів розвинений його учнем В. Б. Молодкіним. В цій теорії дані, зокрема, аналітичні залежності величин інтегральних і диференціальних інтенсивностей від полів деформацій, що створюються дефектами, а також вперше передбачений ефект модуляції тривимірною періодичністю кристалічного середовища. Л. І. Даценком та А. М. Гуреєвим для цієї мети був розвинений неруйнівний метод аналізу товщинних залежностей стрибків (відношення) інтегральних інтенсивностей для довжин хвиль гальмівного спектру РП поблизу К-краю поглинання речовини. Так аналіз особливостей динамічного розсіяння РП при Лауе-дифракції для структурних відбиттів в тонких бінарних кристалах, проведений В. П. Кладьком і Л. І. Даценком, показав, що величина стрибка інтенсивностей, на відміну від згаданого вище наближення товстого кристала в областях довжин хвиль поблизу К-країв поглинання компонент, не залежить від структурної досконалості зразка.
Співавтор двох фундаментальних монографій (1988 та 2002). Автор понад 250 наукових та науково-популярних робіт та 20 свідоцтв на винаходи — винахідник СРСР.
Створив свою наукову школу — серед його учнів 12 кандидатів та 5 докторів. Серед його відомих учнів — академік НАН України, директор Інституту фізики напівпровідників НАН України, Мачулін В. Ф., член-кореспондент НАН України, доктор фізико-математичних наук, професор, завідувач відділу інституту Кладько В. П., доктори фізико-математичних наук В. І. Хрупа, І. В. Прокопенко, Є. М. Кисловський, Г. І. Низкова.; кандидати фізико-математичних наук: В. М. Василевська, М. Я. Скороход, А. М. Гуреєв, Т. Г. Криштаб, Н. В. Осадча.

## Основні наукові праці
- Динамическое рассеяние рентгеновских лучей и структурное совершенство реальных кристаллов // УФЖ, 1979, Т.24, № 5. С.577-590.
- X-Ray diffraction studies of growth defect in III—V single crystals. Datsenko L.I., Kladko V.P., Kryshtab T.G. // In.: «Defects in Crystals». Proc. of the 8th Inter. School on Defects in Crystals". 1988. Р.59-67.
- Особенности рассеяния рентгеновских лучей для сверхструктурных отражений вблизи К-краев поглощения компонентов бинарных соединений на примере кристалла InSb. Кладько В. П.,, Крыштаб Т. Г., Даценко Л. И.  // Кристаллография, 1989, Т.34, №.5. С.1083-1087.
- Resonant x-ray acoustic determination of the dominant type of the structure distortion in real crystals L.I. Datsenko, D.O. Grigor'ev, A.V. Briginets, V.F. Machulin, and V.I. Khrupa  // Crystallogr. Rep. 1994. 39, P.53
- Динамическое рассеяние рентгеновских лучей реальными кристаллами. К., 1988 (соавт.); Microdefects and nonstoichiometry level in GaAs: Si/GaAs films grown by liquid phase epitaxy method // J. Alloys and Compound. 2001. Vol. 328;
- Calculation of two-dimensional maps of diffuse scattering by a real crystal with microdefects and comparison of results obtained from three-crystal diffractometry // J. Physics D. 2001. Vol. 34, № 10;
- Рентгенодифракционная диагностика структурной и композиционной однородности бинарных кристаллов // МНТ. 2002. Vol. 24, № 5; Динамическое рассеяние рентгеновских лучей реальными кристаллами в области аномальной дисперсии. К., 2002.